# Doulezon
Doulezon is een gemeente in het Franse departement Gironde (regio Nouvelle-Aquitaine) en telt 230 inwoners (1999). De plaats maakt deel uit van het arrondissement Libourne.

## Geografie
De oppervlakte van Doulezon bedraagt 7,3 km², de bevolkingsdichtheid is 31,5 inwoners per km².
De onderstaande kaart toont de ligging van Doulezon met de belangrijkste infrastructuur en aangrenzende gemeenten.

## Demografie
Onderstaande figuur toont het verloop van het inwonertal (bron: INSEE-tellingen).

1. ↑  Populations de référence 2022.